# الطريق إلى مكة (كتاب)
كتاب الطريق إلى مكة أو The Road to Mecca هو سيرة ذاتية لمحمد أسد كتبها بنفسه عن إسلامه وكيف عرف هذا الدين وكيف أعجب به ودخل فيه، نشر في أغسطس 1954

## المحتويات
يعرض الكتاب لاكتشاف رجل أوروبي للإسلام، ولصيرورته جزءًا لا يتجزء من البيئة الإسلامية.
لقد نُشر هذا الكتاب باللغات الإنجليزية والألمانية والهولندية والسويدية والفرنسية.
- ظمأ
- بداية الطريق
- الرياح
- أصوات
- روح وجسد
- أحلام
- منتصف الطريق
- جن
- الدجال
- الجهاد
- نهاية الطريق

## فيلم وثائقي
تحول الكتاب إلي فيلم وثائقي بعنوان A Road to Mecca - The Journey of Muhammad Asad قام به المخرج النمساوي جورج ميتش ، الفيلم الوثائقي يتتبع مسيرة المنظر السياسي "محمد أسد"، التي أدت إلى اعتناقه الإسلام، تم اختيار الفيلم الوثائقي بعدة مهرجانات، وحصل على عدة جوائز.

## وصلات خارجية
- مقالة كتاب الطريق إلي مكة علي ويكيبديا الإنجليزية
- مخلص كتاب الطريق إلي مكة بالعربية على جوجل درايف